# 芬妮·亞當
芬妮·亞當（Fanny Ardant，1949年3月22日—），全名為芬妮·瑪格麗特·茱蒂特 ·亞當（Fanny Marguerite Judith Ardant），是一位出生於法國的女演員。其父親是一名騎兵上校並擔任過王子親衛隊的顧問，她曾隨著父親環遊歐洲執行各種任務。早年在摩納哥生活，17歲后到普羅旺斯唸國際關係，二十出頭的時候愛上了演戲。1974年首次演出舞台劇，隔年女兒出生，1976年父親逝世。除了母語法語之外，她還會說義大利語和西班牙語，並在拍攝永遠的卡拉絲時學習英語。芬妮是法國導演楚浮最後的親密愛人並為他生下楚浮的第三個女兒約瑟芬（Joséphine）。她喜愛巴爾札克、普魯斯特、 Arthur Mille、Julien Gracq、珍奧斯汀、Elsa Morante、費茲傑羅等作家。

## 家庭
1975年生了第一個女兒露米爾，爸爸是Dominique Leverd (一個演員)。1981年成為楚浮的工作夥伴以及最後一任女友，兩年後為他生了個女兒喬瑟芬，再隔年楚浮逝世。此时她在拍摄Les enragé，但是她拒絕暫停拍攝。1990年生了第三個女兒芭拉丁妮，爸爸是Fabio Conversi(一個監製)，生完女兒之後他成為坎城影展的評審之一。

## 外部連結
- 芬妮·亞當在互联网电影资料库（IMDb）上的資料（英文）
- 在AllMovie上芬妮·亞當的頁面（英文）